# Matron Stakes
Groupe 1
Les Matron Stakes est une course hippique de plat se déroulant en septembre à l'hippodrome Leopardstown en Irlande.

## Caractéristiques
C'est une course de groupe I réservée aux pouliches et juments de 3 ans et plus, courue sur la distance de 1 600 mètres. L'allocation s'élève à 300 000 €.
Longtemps disputée au Curragh sous le nom de Gilltown Stud Stakes, la course est rebaptisée Matron Stakes en 1987, puis transférée à Leopardstown en 2002. Elle acquiert le statut de groupe 2 en 2003, puis groupe 1 l'année suivante. Elle fait partie du Irish Champions Weekend, où se déroulent également les Irish Champion Stakes.

## Palmarès depuis 2004
| Année | Vainqueur          | Âge | Pays        | Père               | Jockey         | Entraîneur         | Propriétaire                       | Deuxième         | Troisième         | Temps   |
| ----- | ------------------ | --- | ----------- | ------------------ | -------------- | ------------------ | ---------------------------------- | ---------------- | ----------------- | ------- |
| 2024  | Porta Fortuna      | 3   | Irlande     | Caravaggio         | Tom Marquand   | Donnacha O'Brien   | Medallion, Weston, Fowler & Reeves | Fallen Angel     | Soprano           | 1'40"67 |
| 2023  | Tahiyra            | 3   | Irlande     | Siyouni            | Chris Hayes    | Dermot Weld        | S.A. Aga Khan                      | Rogue Millennium | Just Beautiful    | 1'37"50 |
| 2022  | Pearls Galore      | 5   | France      | Invincible Spirit  | William J. Lee | Paddy Twomey       | Haras de Saint-Pair                | Saffron Beach    | Tenebrism         | 1'44"36 |
| 2021  | No Speak Alexander | 3   | Irlande     | Shalaa             | Shane Foley    | Jessica Harrington | Charles O'Callaghan                | Pearls Galore    | Mother Earth      | 1'41"98 |
| 2020  | Champers Elysees   | 3   | Irlande     | Elzaam             | Colin Keane    | Johnny Murtagh     | Fitzwilliam Racing                 | Peaceful         | Fancy Blue        | 1'39"77 |
| 2019  | Iridessa           | 3   | Irlande     | Ruler of The World | Wayne Lordan   | Joseph O'Brien     | Chantal Regalado-Gonzalez          | Hermosa          | Just Wonderful    | 1'38"81 |
| 2018  | Laurens            | 3   | Royaume-Uni | Siyouni            | Daniel Tudhope | Karl Burke         | John Dance                         | Alpha Centauri   | Clemmie           | 1'39"23 |
| 2017  | Hydrangea          | 3   | Irlande     | Galileo            | Wayne Lordan   | Aidan O'Brien      | Smith, Magnier & Tabor             | Winter           | Persuasive        | 1'41"89 |
| 2016  | Alice Springs      | 3   | Irlande     | Galileo            | Ryan Moore     | Aidan O'Brien      | Smith, Magnier & Tabor             | Persuasive       | Qemah             | 1'42"08 |
| 2015  | Legatissimo        | 3   | Irlande     | Danehill Dancer    | Wayne Lordan   | David Wachman      | Smith, Magnier & Tabor             | Cladocera        | Ainippe           | 1'39"95 |
| 2014  | Fiesolana          | 5   | Italie      | Aussie Rules       | William Lee    | William Mc Creery  | Flaxman Stables Ireland            | Rizeena          | Tobann            | 1'38"16 |
| 2013  | La Collina         | 4   | Irlande     | Strategic Prince   | Chris Hayes    | Kevin Prendergast  | Joerg Vasicek                      | Lily's Angel     | Say               | 1'39"00 |
| 2012  | Chachamaidee       | 5   | Royaume-Uni | Footstepinthesand  | Tom Queally    | Henry Cecil        | R.A.H. Evans                       | Duntle           | Emulous           | 1'37"58 |
| 2011  | Emulous            | 4   | Irlande     | Dansili            | Pat Smullen    | Dermot Weld        | Khalid Abdullah                    | Together         | Misty For Me      | 1'38"40 |
| 2010  | Lillie Langtry     | 3   | Irlande     | Danehill Dancer    | Johnny Murtagh | Aidan O'Brien      | Michael Tabor                      | Spacious         | Music Show        | 1'39"68 |
| 2009  | Rainbow View       | 3   | Royaume-Uni | Dynaformer         | Jimmy Fortune  | John Gosden        | George Strawbridge                 | Heaven Sent      | Again             | 1'39"89 |
| 2008  | Lush Lashes        | 3   | Irlande     | Galileo            | Kevin Manning  | Jim Bolger         | Jackie Bolger                      | Nahoodh          | Halfway To Heaven | 1'40"73 |
| 2007  | Echelon            | 5   | Royaume-Uni | Danehill           | Ryan Moore     | Sir Michael Stoute | Cheveley Park Stud                 | Red Evie         | Arch Swing        | 1'39"52 |
| 2006  | Red Evie           | 3   | Royaume-Uni | Inthikab           | Jamie Spencer  | Michael Bell       | Terry Neill & Mrs M. Bell          | Peeress          | Flashy Wings      | 1'38"70 |
| 2005  | Attraction         | 4   | Royaume-Uni | Efisio             | Kevin Darley   | Mark Johnston      | Duke of Roxburghe                  | Chic             | Virginia Waters   | 1'38"90 |
| 2004  | Soviet Song        | 4   | Royaume-Uni | Marju              | Johnny Murtagh | James Fanshawe     | Elite Racing Club                  | Attraction       | Phantom Wind      | 1'36"80 |